# Chelonus guadunensis
Chelonus guadunensis är en stekelart som först beskrevs av Ji och Chen 2003.  Chelonus guadunensis ingår i släktet Chelonus och familjen bracksteklar. Inga underarter finns listade i Catalogue of Life.